# Болярка (компания)
„Болярка ВТ“ АД е акционерно дружество със седалище град Велико Търново, с основен предмет на дейност производство и продажба на бира и малц.
Дружеството е продължител на пивоварните традиции и частен правоприемник на част от активите на Събирателно дружество „Братя Хаджиславчеви и сие“ (1892 – 1906), Едноличен търговец „Никола Хаджиславчев“ (1906 – 1907), Събирателно дружество „Никола Хаджиславчев и сие“ (1907 – 1922), Командитно дружество „Никола Хаджиславчев“ (1923 – 1948), Държавна пивоварна фабрика „Балкан“ (1948 -1968), Пивоварен завод „Великотърновско пиво“ (1968 – 1990), Държавна фирма „Великотърновско пиво“ (1990 – 1992) и „Великотърновско пиво“ АД.

## Начало на пивоварната индустрия във Велико Търново
Първата пивоварна фабрика във Велико Търново е открита през 1887 г. от германеца Артур Вилзер. През 1889 г. фабриката произвежда 130 000 оки пиво, от които 40 107 се пласират в окръга и страната. Използва се местен ечемик, а хмелът се доставя предимно от Австро-Унгария. Фабриката е закрита през 1896 г. През 1890 г. чехът Алоиз Дейрингер основава във Велико Търново втора пивоварна фабрика. През 1892 г. започва работа и пивоварната „Бабенец“ АД в гр. Горна Оряховица.
През 1891 г. синовете на търновския търговец Хаджи Славчо Паскалев – Михаил, Никола и Константин Хаджиславчеви в съдружие с Иван Халачев закупуват място и започват строежа на трета пивоварна в града. Построени са основните сгради – за варенето на бира и приготвянето на малц, за охлаждане на бирата, и ледница. Фабриката е оборудвана с чешки и германски машини и съоръжения.

## История на „Великотърновско пиво“

### 1892 – 1947
През 1892 г. пивоварната „Братя Хаджиславчеви и сие“ влиза в експлоатация. Тя е най-голямото и най-добре оборудвано пивоварно предприятие в района. В първите години след откриването ѝ във фабриката работят 28 души – германски и чешки майстори-пивовари и общи работници от града. През 1895 г. пивоварната произвежда 348 000 литра бира, през 1896 г. – 211 500 литра, през 1897 г. – 105 300 литра, през първото полугодие на 1898 г. – 180 500 литра. На 6 юли 1898 г. фабриката е регистрирана и в търговския регистър като Пивоварна фабрика „Братя Хаджиславчеви и сие“.
На международното изложение в Анверс (Белгия) през 1894 г. пивоварната „Братя Х.Славчови“ – Търново е наградена със златен медал.
Пивоварната фабрика на „Братя х. Славчови и С-ие“ получава право да се ползва от привилегиите и облагите на чл.8 от Закона за насърдчение местната индустрия от 1895 г., като съгласно издаденото Свидетелство № 2494/45 от 11.09.1896 г. на Министерство на търговията и земеделието има право: да внася от чужбина без мито следните сурови материали: два вагона дъбови дъги и бъчви; машини и техните части според нуждата; и 400 кг машинно масло; както и да превозва с отстъпка 35% от тарифите на БДЖ внесените сурови материали.
През 1904 г. между съдружниците се появяват противоречия, които се задълбочават и през 1906 г. Михаил и Константин Хаджиславчеви и Иван Халачев напускат дружеството и изтеглят дяловете си. Предприятието се поема от Никола Хаджиславчев, който се регистрира като едноличен търговец с фирма „Никола Хаджиславчев“. Тази фирма съществува от 13 февруари 1906 г. до 28 март 1907 г. Този период е критичен за предприятието. През 1907 г. поради липса на достатъчно капитал Никола Хаджиславчев създава ново събирателно дружество с фирма „Никола Хаджиславчев и сие“, в което влиза като съдружник зет му Димитър Балчев.
През 1906 г. пивоварната произвежда 600 000 литра пиво, през 1909 г. производството достига 977 700 литра, което е близо до капацитетните възможности от 1 милион литра. През 1910 г. се извършва модернизация и разширение на пивоварната и през 1910 г. годишното производство достига 1 180 000 литра, а през 1911 г – 1 400 000 литра. След Първата световна война производството на бира продължава да нараства. Бирата е по-евтина от виното и постепенно се налага като питие за масова консумация.
На 1 януари 1923 г. дружеството се пререгистрира като Командитно дружество „Никола Хаджиславчев“. Съдружници са членове на фамилията Хаджиславчеви – 4 дъщери и Михаил – син на Никола Хаджиславчев. На 3 декември 1926 г. Михаил Хаджиславчев поема ръководството на пивоварната фабрика.
Спадът в производството на бира след Първата световна война принуждава собствениците на пивоварни фабрики в България да образуват на 3 април 1927 г. пивоварен картел, в който влизат всички съществуващи към момента 18 фабрики, между които и „Никола Хаджиславчев“. Създаването на картела не успява да преодолее спада и различията. През 1931 г. пивоварния картел престава да съществува.
Под ръководството на Михаил Хаджиславчев пивоварната се развива успешно. През 1932 г. годишното производство на бира е 8 399 163 литра, през 1933 спада на 3 699 499 и през 1934 г. – 2 949 337. От 1938 до 1944 г. производството бележи непрекъснат възход, резултат на общото стопанско оживление и направените във фабриката инвестиции. През 1938 г. се преустройва хладилната инсталация, построява се нова производствена сграда, въвеждат се нови мощности. Годишното производство на пиво нараства – през 1940 г. – 3 490 700 литра, през 1941 г. – 4 655 200 литра, през 1942 г. – 5 138 200 литра, през 1943 г. – 4 238 000 литра, през 1944 г. – 4 863 000 литра. През 1944 г. персонала на фабриката е 103 души от които 83 работници в производството, 10 технически специалисти и 10 души административен персонал.

### 1947 – 1990
На 23.12.1947 г. Народното събрание приема Закон за национализацията на частните индустриални и минни предприятия и банки. В този ден всички пивоварни фабрики са национализирани и включени в състава на Държавното индустриално обединение „Хранителна индустрия“. След национализацията през 1947 г., на 16.08.1948 г. пивоварната фабрика е преименувана на Държавна пивоварна фабрика „Балкан“.
През 1952 г. пивоварните в страната преминават към Държавното стопанско предприятие „Винпром“, а през 1964 г. се включват в състава на ОДСП „Българско пиво“.
В периода след 1949 г. се извършва първото разширение и частична реконструкция на фабриката: към варилната инсталация се монтират два допълнителни съда, разширява се ферментационното отделение и се монтират пет нови ферментационни съда, монтират се допълнителен парен котел и две хладилни машини. През периода 1948 – 1960 г. производството на бира нараства: 1948 г. – 6 438 000 летра, 1950 г. – 7 735 000 литра, 1952 г. – 7 869 000 литра, 1954 г. – 10 715 000 литра, 1956 г. – 10 470 000 литра, 1958 г. – 11 172 000 литра, 1960 г. – 15 481 000 литра. Увеличава се и производството на малц – 1952 г. – 1407 тона, 1954 г. – 1890 тона, 1956 г. – 1861 тона, 1958 г. – 2556 тона, 1960 г. – 2660 тона. През 1960 г. във фабриката се произвеждат 4 вида бира: обикновено светло – 10% екстрактно съдържание, светло тип „Пилзен“ – 13%, тъмно – 12% и тъмно оригинално – 14%.
Основното преустройство и модернизация на фабриката се извършва през 1962 – 1969 г.: изгражда се нов механизиран малцерай с годишен капацитет 4600 тона малц; монтират се нова 6-съдна варилна инсталация, нова линия за избистряне и охлаждане на пивната мъст, нови 67 ферментационни съда, разпределени в 4 нови ферментационни от деления, изгражда се ново депозитно отделение със 108 железобетонни депозитни съда, ново отделение за бутилиране с 3 автоматични бутилиращи линии с дневно производство 200 000 бутилки, ново отделение за миене и смолене на дървени транспортни бурета; монтират се нови хладилни мощности и парен котел. Това води до увеличаване производството на бира и малц. Годишното производство на бира нараства както следва: 1962 г. – 22 378 00 литра, 1964 г. – 29 876 000 литра, 1966 г. – 37 429 000 литра, 1968 г. – 46 033 000 литра, 1970 г. – 49 074 000 литра. През същия период се увеличава и годишното производство на малц – 1962 г. – 1999 тона, 1964 г. – 2950 тона, 1966 г. – 5190 тона, 1968 г. – 6691 тона, и 1970 г. – 6048 тона.
Поради районирането великотърновската фабрика продава произведената бира на територията на бившите Великотърновски, Русенски, Габровски, Плевенски и Ловешки окръзи. Бирата се транспортира с камиони, а до фабриките за бутилиране в Русе, Плевен и Троян – със специализирани автоцистерни.
След 1970 г. модернизацията на пивоварната продължава. Пуска се в експлоатация нова четирисъдна варилна инсталация, нова 6-валцова мелница, модернизират се процесите на избистряне и заквасване на пивната мъст, изграждат се нови локални инсталации за кръгова дезинфекция. През 1986 г. се монтира английска инсталация за производство на „тежко пиво“. Изграждат се ново бутилково отделение с три бутилиращи линии, ново отделение за пълнене на бира в метални бурета, разширяват се хладилното и паровото стопанство, модернизира се ферментационното отделение, изграждат се нови химична и микробиологична лаборатории.
Асортиментът на пивоварната включва 7 вида бира: светло обикновено – 9% екстрактно съдържание, светло обикновено – 11%, оригинално пиво „Балкан“ – 12,5%, специално „Старопрестолно пиво“ – 11,5%, специално „Великотърновско пиво“ – 12,5%, луксозно „Великотърновско пиво“ – 12,5%, и пиво „Болярка“, тип „Бок“ – 15,5%. През периода 1970 – 1990 г. производството на бира нараства: 1971 г. – 49 110 000 литра, 1975 г. – 50 578 литра, 1980 г. – 42 833 000 литра, 1985 г. – 53 877 000 литра, 1989 г. – 59 824 000 литра, 1990 г. – 57 355 000 литра. Увеличава се и производството на малц – 1971 г. – 6503 тона, 1975 г. – 7206 тона, 1980 г. – 6413 тона, 1985 г. – 6875 тона, 1989 г. – 7524 тона и 1990 г. – 6562 тона.

### след 1990
С Решение № 152/06.12.1990 г. на министъра на земеделието и хранителната промишленост се образува фирма с държавно имущество „Великотърновско пиво“ – гр. Велико Търново, като правоприемник на активите и пасивите на Пивоварен завод „Великотърновско пиво“ от прекратеното СО „Българско пиво“. През 1992 г. фирмата се преобразува във „Великотърновско пиво“ ЕООД, апрез 1996 г. – във „Великотърновско пиво“ ЕАД.
През 1997 г. пивоварният завод „Великотърновско пиво“ ЕАД – Велико Търново, се включва в първата вълна на обявената масова приватизация (срещу инвестиционни бонове) със 70% от акциите си. Основни акционери стават „Мелинвест – приватизационен фонд“ с 34%, ПФ „България“ – с 18,1% и Обединен български приватизационен фонд „Доверие“ с 10% и става АД. Вследствие на приватизационните сесия от 1999 г. до 2002 г. дружеството е раздържавено напълно и мажоритарен собственик става „Мелинвест Холдинг“ АД. През 2009 г. дружеството се преименува на „Пиво Инвест БГ“ АД. Фактически „Великотърновско пиво“ АД (понастоящем „Пиво Инвест БГ“ АД) преустановява производството на пиво след 2000 г.

## История на „Болярка ВТ“ АД
Пивоварната традиция в старопрестолния град се продължава от „Болярка ВТ“ АД. Дружеството е учредено в Сливен през 1997 г. под името „Транс Ойл“ АД, с основен акционер „Мел Холдинг“ АД. През 2000 г. дружеството премества седалището си в гр. Велико Търново и се преименува на „Болярка ВТ“ АД, през 2004 г. в предмета на дейност са включени производство и продажба на пиво и малц.
„Болярка ВТ“ АД придобива производствените мощности и търговските марки на „Великотърновско пиво“ АД. Между 1997 г. и 2009 г. в пивоварната са инвестирани над 40 млн.евро. През 2004 г. в експлоатация е въведена нова система за филтрация и варене на пивната мъст. 2004 г. отваря врати пивоварния музей „Домът на бирата“, където гостите на пивоварната имат възможност да разгледат етапите на технологичния процес. През 2005 г. дружеството подписва с германската пивоварна „Kaltenberg“ споразумение за производство на едноименната бира. През 2006 г. са монтирани 6 белгийски цилиндрични конични танка, всеки с вместимост от по 10 000 хектолитра. През 2007 г. в експлоатация са пуснати 2 цилиндрични конични така за ферментация и отлежаване, две немски етикиращи машини, издувна машина за PET бутилки, както и ново хладилно отделение.
„Болярка ВТ“ АД е сред водещите пивоварни в България и е на 1-во място по износ с около 80% дял по данни от 2009 г. Бирата се изнася основно в Румъния, Италия, Гърция, Кипър, Македония, САЩ и страните от ЕС. Пивоварната е собственост на „Мелинвест Холдинг“ АД и е сред малкото изцяло български пивоварни.
Пивоварната е носител на множество международни награди от изложения в Париж, Рим, Лисабон, Брюксел и Будапеща. Марката „Болярка“ е отличена с Диплом за високо международно качество „Златна палма“ за спечелването на три последователни приза за качество Mond Selection.

## Марки бира
В портфолиото на „Болярка ВТ“ АД са следните марки бира:
- Болярка:
  - Болярка светло – светла бира. Състав: вода, малц, хмел. Екстрактно съдържание: 10 °Р, Алкохолно съдържание: 4,3% Об. Предлага се в стъклени бутилки 0,5 л; РЕТ от 1 л и 2 л, кен 0,5 л и наливна в кегове от 50 л.
  - Болярка Непастьоризирана – светла бира, която не преминава през процес на термична обработка при бутилиране. Заменен е с допълнителна фина филтрация, посредством модерен стерилен филтър, като по този начин е увеличена микробиологичната трайност на пивото. Така се запазва свежестта, съчетана с приятен вкус и лек аромат. Предлага се в стъклени бутилки 0,5 л.
  - Болярка тъмно – тъмна бира. Състав: вода, малц, малцови продукти внос от Германия и хмел. Екстрактно съдържание: 11,7 °Р. Алкохолно съдържание: 5,0% Об. Предлага се в стъклени бутилки от 0,5 л; РЕТ от 1 л и 2 л; в кенове – 0,5 л и наливна в кегове от 30 л.
  - Болярка Вайс – светла нефилтрирана вайс бира. Състав: вода, пшеничен и ечемичен малц, хмел, мая. Екстрактно съдържание: 12 °Р. Алкохолно съдържание: 5,4% Об. Естествено мътна бира, произведена от пшеничен и ечемичен малц, с живи дрожди, богата на витамини. Предлага се в стъклени бутилки от 0,5 л, в кенове – 0,5 л и наливна в кегове от 30 л.
  - Болярка Радлер – радлер по класическа немска рецепта. Съставките, използвани за направата ѝ са бира Болярка Светло и лимонада. Състав: 50% светло пиво с екстракт 10 °P (вода, ечемичен малц, пивоварен ечемик и хмел) и 50% лимонада (вода, въглероден диоксид, подсладител аспартам, цикламати, захарини; регулатор на киселинност – лимонена киселина; естествен ароматизант; ароматизанти). Предлага се в РЕТ от 1 л.
  - Болярка Жива – мътна, нефилтрована и непастьоризирана бира. Състав: вода, ечемичен малц, пивоварен ечемик, хмел. Екстрактно съдържание: 11,6 °Р. Алкохолно съдържание: 5% Об. Предлага се наливна в кегове.
- Балканско светло – светла бира. Състав: вода, малц, хмел. Екстрактно съдържание: 9,2 °Р, Алкохолно съдържание: 4,1% Об. Предлага се в стъклени бутилки 0,5 л; РЕТ от 0,5 л, 0,6 л, 1 л, 2 л и 2,5 л и наливна в кегове от 50 л.
- Диана:
  - Диана светло – светла бира. Състав: вода, малц, ечемик, хмел. Екстрактно съдържание: 8° Р, Алкохолно съдържание: 3,6% Об. Предлага се в бутилки от 0,5 л; в кенове – 0,5 л, РЕТ от 2,5 л и 3 л.
  - Диана експорт – светла бира за износ – предлага се в кенове от 0,5 л.
- Schweik – чешко пиво – светла бира. Състав: вода, малц, хмел. Екстрактно съдържание: 11,7° Р, Алкохолно съдържание: 4,8% Об. Предлага се в стъклени бутилки 0,5 л и РЕТ от 1 л.
- Warsteiner Premium – светла бира, внос от Германия. Екстрактно съдържание: 11,6° Р. Алкохолно съдържание: 4,8% Об. Предлага се в стъклени бутилки от 0,33 л и 0,5 л.; кен 0,5 л парти кег 5 л и наливна в кегове от 20 л.
- Fort 100% Malt – премиум пиво, произведено от 100% малц. Състав: вода, ечемичен малц, хмел. Екстрактно съдържание: 11,6°P. Алкохолно съдържание: 5% Об. Предлага се наливно в кегове и в кенове – 0,5 л.